# МЦПА
MЦПА — сильный, избирательный и широко используемый гербицид. МЦПА — аббревиатура от английского полного названия вещества — англ. 2-methyl-4-chlorophenoxyacetic acid.

## История
В 1936 году на экспериментальной станции в английской деревушке Джеллотс Хилл начались исследования ICIs по изучению влияния ауксинов на рост растений и поиску селективных способов уничтожения сорняков, не повреждая зерновые культуры, такие как кукуруза.
Первыми о синтезе МЦПА сообщили Синерхольм и Циммерман в 1945 году и Темплеман и Фостер в 1946 году. Темплеман и Фостер искали соединения со схожей или лучшей селективностью чем 1-нафталинуксусная кислота, которое бы ингибировало рост сорняков и не оказывало бы отрицательного эффекта на рост зерновых. Они синтезировали МЦПА из соответствующего фенола через простую реакцию замещения, смешав его с монохлоруксусной кислотой и разбавленным основанием.
Синтез MЦПА осуществляется путем реакции замещения между хлоруксусной кислотой и 4-хлор-2-метилфенолом в щелочных условиях.
Поделиться с мировой научной общественностью открытием и опубликовать результаты Уильям с коллегами не смогли, так как Британское правительство сразу же засекретило все материалы и патент. Позже, в знак признания работы, Темлемана наградили и произвели в офицеры Британской империи.

## Использование
Поскольку MЦПА относительно недорогое вещество, используется как комплексообразователь или как строительный блок для более сложных веществ.
Обычно этот гербицид используется в виде соли или в виде сложных эфиров. Применяется преимущественно против широколистных сорняков, таких как чертополох или щавель на посевах зерновых и пастбищах. Он селективен по отношению к широколиственным сорнякам, включая листопадные деревья. Клеверы устойчивы к его действию в умеренных концентрациях. Хотя MЦПА не является сильно токсичным, он, как оказалось, увеличивает биодоступность ионов металлов за счет комплексообразования, и сейчас ведутся работы по избавлению его от этой нежелательной способности.

## Утверждение
В ряде государств ЕС, в частности Германии и Австрии, а также в Швейцарии, МЦПА разрешён к пользованию.

## Эффект
По химической структуре МЦПА напоминает ауксин, который так сильно ускоряет рост сорняков, что растение погибает за счёт перерасхода питательных веществ.

## Примечание
1. ↑  Gimeno Olga; Plucinski Pawel; Kolaczkowski Stan T.; Rivas Francisco J.; Alvarez Pedro M. Removal of the Herbicide MCPA by Commercial Activated Carbons:  Equilibrium, Kinetics, and Reversibility (англ.) // Industrial & Engineering Chemistry Research[англ.] : journal. — 2003. — Vol. 42, no. 5. — P. 1076—1086. — doi:10.1021/ie020424x.
2. 1 2  Record of (4-Chlor-2-methylphenoxy)essigsäure in the GESTIS Substance Database of the IFA
3. ↑  The Times, 2 July 1954; Imperial Chemical Industries Limited: Display Advertising
4. ↑  S. Budaver, ed. The Merck Index (11th ed.) (неопр.). — Merck & Co, Inc., 1989.
5. ↑  W.G. Templeman; W.A. Sexton. The Differential Effect of Synthetic Plant Growth Substances upon Plant Species. I. Seed Germination and Early Growth Responses to α-Naphthylacetic Acid and Compounds of General Formula arylOCHCOO (англ.) // Proceedings of the Royal Society of London : journal. — 1946. — Vol. 133, no. 872. — P. 300—313. — doi:10.1098/rspb.1946.0014.
6. ↑  Роман Потапов. Химия, изменившая мир. — Selfpab. — С. 5.
7. ↑  A. R. Prasad, T. Ramalingam, A. B. Rao, P. V. Diwan, P. B. Sattur: Synthesis and biological evaluation of 3-aryloxyalkyl-6-aryl-7H-s-triazolo[3,4-b][1,3,4]thiadiazines.
8. ↑  MCPA. Extrnsion Toxicology Network. Cornell. Дата обращения: 7 августа 2016. Архивировано 4 ноября 2016 года.
9. ↑  J. Kobylecka; B. Ptaszynski; R. Rogaczewski; A. Turek. Phenoxyalkanoic acid complexes. Part I. Complexes of lead(II), cadmium(II) and copper(II) with 4-chloro-2-methylphenoxyacetic acid (MCPA) (англ.) // Thermochimica Acta : journal. — 2003. — Vol. 407, no. 1—2. — P. 25—31. — doi:10.1016/S0040-6031(03)00287-9.
10. ↑  R. Kruszynski, T.J. Bartczak, B. Ptaszynski and A. Turek. A Novel Lead- bis (4-Chloro-2-Methylphenoxy)- Acetate Polymeric Complex (англ.) // Journal of Coordination Chemistry : journal. — 2002. — Vol. 55, no. 9. — P. 1079—1089. — doi:10.1080/0095897021000010035.
11. ↑  Generaldirektion Gesundheit und Lebensmittelsicherheit der Europäischen Kommission: Eintrag zu MCPA Архивная копия от 26 марта 2016 на Wayback Machine in der EU-Pestiziddatenbank; Eintrag in den nationalen Pflanzenschutzmittelverzeichnissen der Schweiz Архивная копия от 26 марта 2016 на Wayback Machine, Österreichs Архивная копия от 26 марта 2016 на Wayback Machine und Deutschlands (недоступная ссылка) (недоступная ссылка) (недоступная ссылка) (недоступная ссылка) (недоступная ссылка) (недоступная ссылка) (недоступная ссылка) (недоступная ссылка) (недоступная ссылка); abgerufen am 25.